# Meskwaki

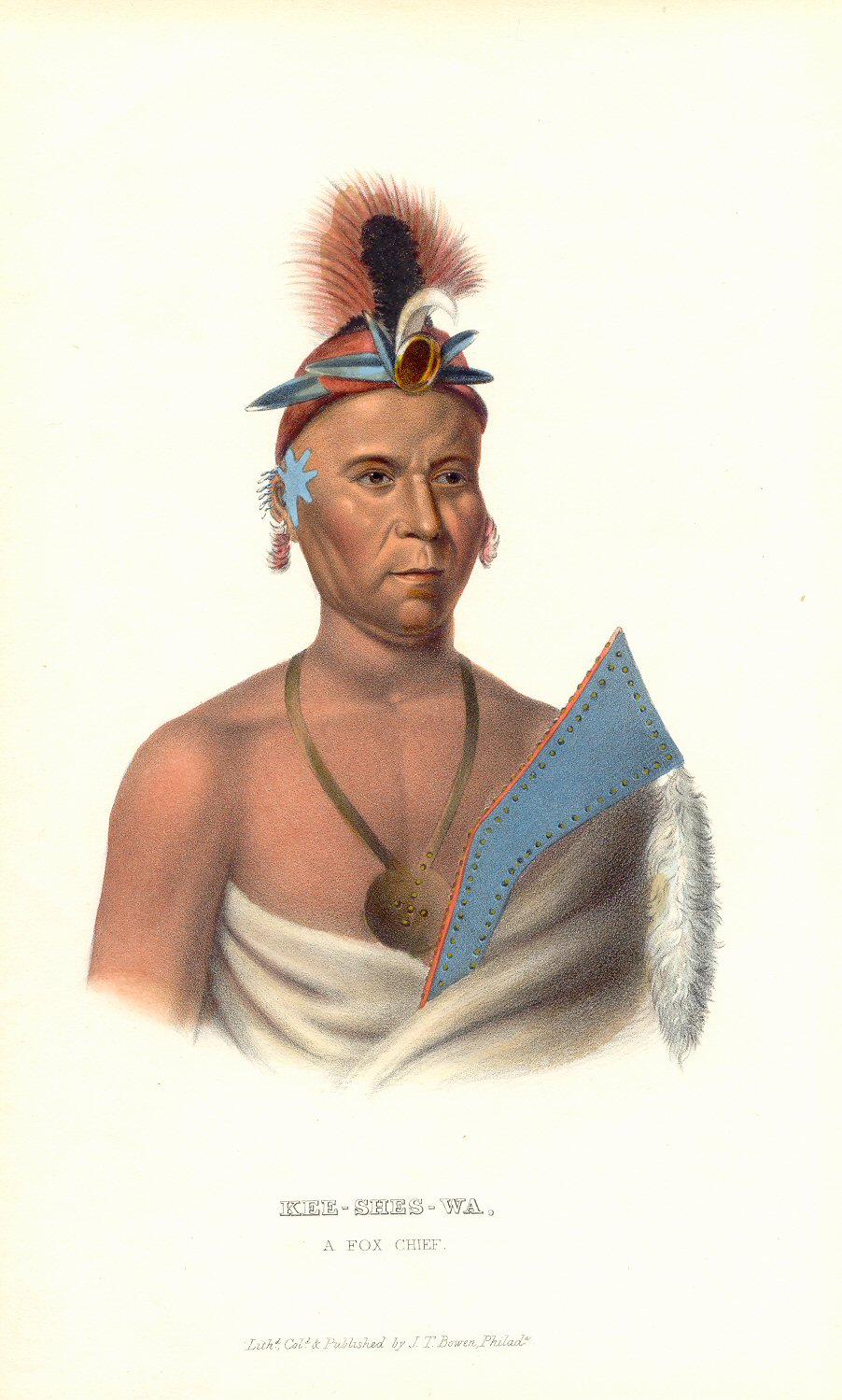
En Foxhövding.

Meskwaki (mer kända som fox) är ett indianfolk från den östra skogskulturen i Nordamerika. De är besläktade med sauk-folket och båda talade algonquin-språk. Meskwaki levde omkring Saint Lawrencefloden när européerna anlände till Nordamerika. På 1700-talet försvarade de sig mot fransmän i det som kom att kallas Foxkrigen. De tvingades migrera till områden söder om Stora sjöarna. 

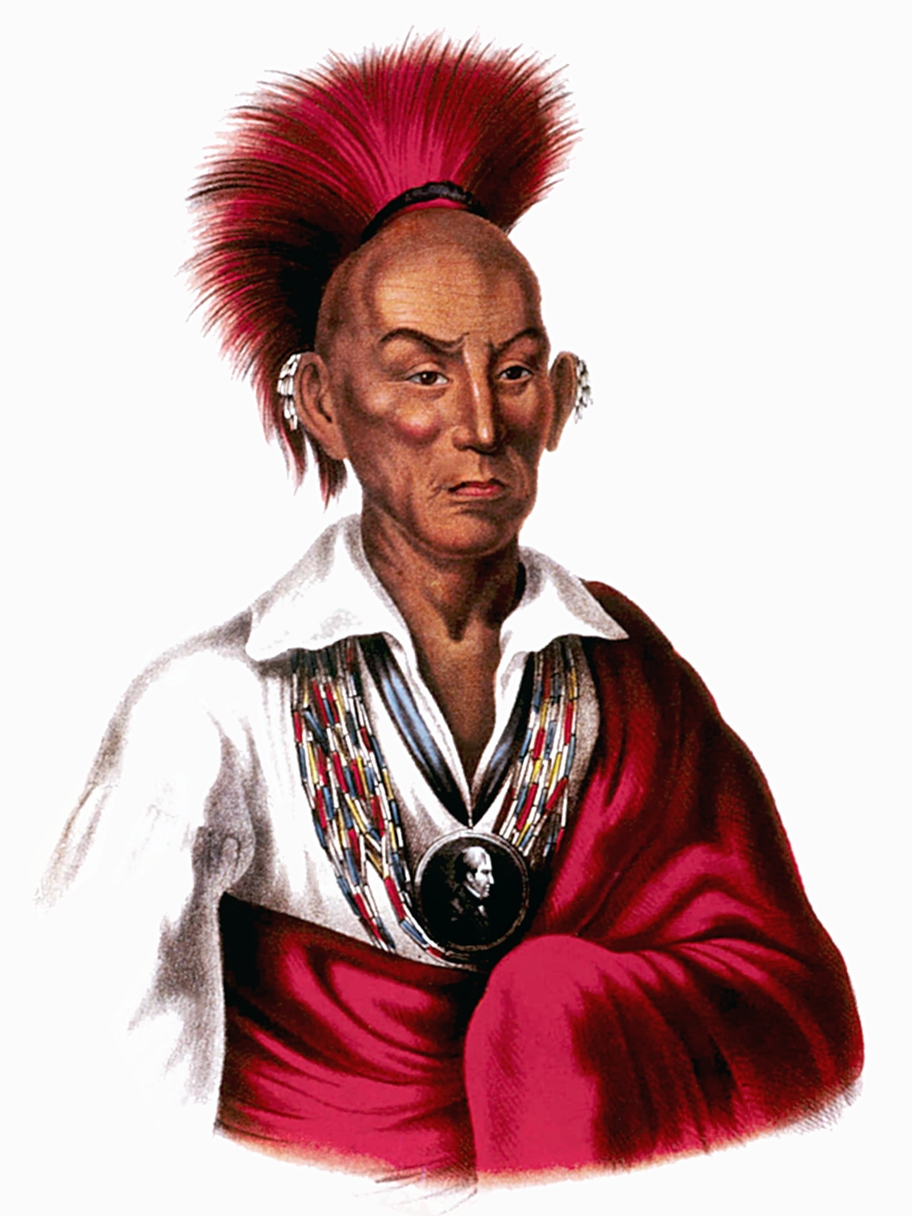
Chief Black Hawk.

1832 allierade de sig med sauk-folket, men förlorade mot USA:s överlägsna armé i Black Hawk-kriget. President Andrew Jackson instiftade 1830 en lag att alla indianstammar öster om Mississippifloden skulle flyttas väster om floden. Meskwaki förlorade allt land och hamnade i reservat i Kansas. 1857 kunde meskwaki köpa 40 hektar i Tama County, Iowa. 1867 tillerkändes meskwaki en federal livränta samtidigt som man hade ett gott samarbete med staten Iowa. Meskwakis från andra delar av Nordamerika kunde flytta till Iowa och samhället växte. De avverkade träd på sin mark och använde inkomsterna till att köpa mer mark. Meskwakisamhället växte och förfogade i slutet på 1800-talet över 1 200 hektar. Därigenom har de blivit friare än många andra stammar som lever i indianreservat.